# ジョン・サントゥッチ
ジョン・サントゥッチ（John Santucci,1940年11月8日 - 2004年2月22日）はアメリカ合衆国の元金庫泥棒、俳優。俳優としての活動期間は1981年～1995年頃。

## 略歴
元宝石泥棒のサントゥッチは「ザ・クラッカー/真夜中のアウトロー」(1981)で、リアリティを追求するマイケル・マン監督の考えから犯罪者側の技術的なアドバイザーとして起用され、同時に俳優デビューした。劇中で高熱のバーナーで金庫を焼き切るシーンはサントゥッチが実際に犯行に使った手口を再現している。
その後「特捜刑事マイアミ・バイス」で3エピソードに出演し、「クライム・ストーリー」ではマフィアの子分のポウリー・タグリア役でレギュラー出演した。
テレビドラマを中心にいくつかゲスト出演をしていたが作品数に恵まれず、1990年代になると再びシカゴで犯罪の世界に戻ってしまい詐欺罪で数回起訴された。1994年、元警察官の仲間と複数の自動販売機から現金を奪った容疑で逮捕された。逮捕時の彼は現金が入った袋と100種類もの小道具を携帯しており容疑を認めた。
2004年、癌により63歳で死去した。

## フィルモグラフィ
| 公開年 放映年 | 邦題 原題                                   | 役名                                                   | 備考                  |
| ------------- | ------------------------------------------- | ------------------------------------------------------ | --------------------- |
| 1981          | ザ・クラッカー/真夜中のアウトロー The Thief | ウリッツィ                                             | 技術アドバイザー 出演 |
| 1985-1989     | 特捜刑事マイアミ・バイス Miami Vice         | ハリー・グラブス チャールズ・ファスコ デイル・メントン | 3エピソード           |
| 1986-1988     | クライム・ストーリー Crime Story            | ポウリー・タグリア                                     | 36エピソード          |
| 1988          | ワイズ・ガイ/潜入捜査官 Wise Guy            | ジョニー・パクラ                                       | 1エピソード           |
| 1989          | メイド・イン・L.A. L.A.Takedown             | ジョー・コスマノ                                       | テレビ映画            |
| 1989          | Wedding Band                                | Don Giovanni                                           |                       |
| 1990          | The Operation                               | Lt.Gold                                                | テレビ映画            |
| 1990          | Mother Goose Rock 'n' Rhyme                 | All the King's Men                                     | テレビ映画            |
| 1991          | 超音速ヒーロー ザ・フラッシュ The Flash     | ビッグ・エド                                           | 1エピソード           |
| 1992          | ガバリン3 House IV''                        | チャールズ                                             | ビデオ映画            |
| 1995          | Pointman                                    |                                                        | 1エピソード           |

### 出展
1. ↑  “John Santucci” (英語). Miami Vice Wiki. 2024年4月4日閲覧。
2. ↑  Reports, Staff (1996年5月18日). “CAUGHT WITH HEIST TOOLS, ACTOR HAS 1 LINE: `GUILTY’” (英語). Chicago Tribune. 2024年4月4日閲覧。
3. ↑  “John Santucci - Trivia” (英語). IMDb. 2024年4月4日閲覧。